# Indianapolis Tennis Championships 2001 - Qualificazioni singolare
Le qualificazioni del singolare  dell'Indianapolis Tennis Championships 2001 sono state un torneo di tennis preliminare per accedere alla fase finale della manifestazione. I vincitori dell'ultimo turno sono entrati di diritto nel tabellone principale. In caso di ritiro di uno o più giocatori aventi diritto a questi sono subentrati i lucky loser, ossia i giocatori che hanno perso nell'ultimo turno ma che avevano una classifica più alta rispetto agli altri partecipanti che avevano comunque perso nel turno finale.
Le qualificazioni del torneo Indianapolis Tennis Championships  2001 prevedevano 28 partecipanti di cui 7 sono entrati nel tabellone principale.

## Teste di serie
1. Ota Fukárek (Qualificato)
2. Cyril Saulnier (ultimo turno)
3. Daniel Nestor (primo turno)
4. Eric Taino (ultimo turno)
5. Noam Okun (Qualificato)
6. Kevin Kim (Qualificato)
7. Vince Spadea (Qualificato)

1. Cristiano Caratti (ultimo turno)
2. Nenad Zimonjić (ultimo turno)
3. Glenn Weiner (Qualificato)
4. Gabriel Trifu (ultimo turno)
5. Radek Štěpánek (Qualificato)
6. Petr Luxa (primo turno)
7. Lior Dahan (ultimo turno)

## Qualificati
1. Ota Fukárek
2. Radek Štěpánek
3. Leoš Friedl
4. Glenn Weiner

1. Noam Okun
2. Kevin Kim
3. Vince Spadea

## Tabellone

### Legenda
| - Q = Qualificato - WC = Wild card - LL = Lucky loser | - ALT = Alternate - SE = Special Exempt - PR = Protected Ranking | - w/o = Walkover - r = Ritirato - d = Squalificato |

### Sezione 1
|  | Primo turno | Primo turno  | Primo turno | Primo turno | Primo turno |  |  | Ultimo turno | Ultimo turno | Ultimo turno | Ultimo turno | Ultimo turno |  |
|  |             |              |             |             |             |  |  |              |              |              |              |              |  |
|  | 1           | Ota Fukárek  | Ota Fukárek | 6           | 6           |  |  |              |              |              |              |              |  |
|  |             | Diego Ayala  | Diego Ayala | 4           | 3           |  |  | 1            | Ota Fukárek  | 5            | 6            | 6            |  |
|  |             | Simon Larose | 6           | 2           | 6           |  |  |              | Simon Larose | 7            | 4            | 3            |  |
|  | 13          | Petr Luxa    | 3           | 6           | 3           |  |  |              |              |              |              |              |  |

### Sezione 2
|  | Primo turno | Primo turno    | Primo turno    | Primo turno | Primo turno |  |  | Ultimo turno | Ultimo turno   | Ultimo turno   | Ultimo turno | Ultimo turno |  |
|  |             |                |                |             |             |  |  |              |                |                |              |              |  |
|  | 2           | Cyril Saulnier | Cyril Saulnier | 7           | 6           |  |  |              |                |                |              |              |  |
|  |             | Philip Gubenco | Philip Gubenco | 65          | 2           |  |  | 2            | Cyril Saulnier | Cyril Saulnier | 2            | 68           |  |
|  | 12          | Radek Štěpánek | Radek Štěpánek | 6           | 7           |  |  | 12           | Radek Štěpánek | Radek Štěpánek | 6            | 7            |  |
|  |             | Lior Mor       | Lior Mor       | 1           | 5           |  |  |              |                |                |              |              |  |

### Sezione 3
|  | Primo turno | Primo turno   | Primo turno   | Primo turno   | Primo turno |  |  | Ultimo turno | Ultimo turno  | Ultimo turno  | Ultimo turno | Ultimo turno |  |
|  |             |               |               |               |             |  |  |              |               |               |              |              |  |
|  |             | Leoš Friedl   | Leoš Friedl   | Leoš Friedl   | 6           |  |  |              |               |               |              |              |  |
|  | 3           | Daniel Nestor | Daniel Nestor | Daniel Nestor | 6r          |  |  |              | Leoš Friedl   | Leoš Friedl   | 6            | 6            |  |
|  | 11          | Gabriel Trifu | 6             | 5             | 6           |  |  | 11           | Gabriel Trifu | Gabriel Trifu | 2            | 2            |  |
|  |             | James Sekulov | 1             | 7             | 4           |  |  |              |               |               |              |              |  |

### Sezione 4
|  | Primo turno | Primo turno   | Primo turno   | Primo turno | Primo turno |  |  | Ultimo turno | Ultimo turno | Ultimo turno | Ultimo turno | Ultimo turno |  |
|  |             |               |               |             |             |  |  |              |              |              |              |              |  |
|  | 4           | Eric Taino    | 4             | 6           | 6           |  |  |              |              |              |              |              |  |
|  |             | Mark Knowles  | 6             | 3           | 1           |  |  | 4            | Eric Taino   | 3            | 7            | 3            |  |
|  | 10          | Glenn Weiner  | Glenn Weiner  | 6           | 6           |  |  | 10           | Glenn Weiner | 6            | 6            | 6            |  |
|  |             | Wynn Criswell | Wynn Criswell | 4           | 1           |  |  |              |              |              |              |              |  |

### Sezione 5
|  | Primo turno | Primo turno    | Primo turno    | Primo turno | Primo turno |  |  | Ultimo turno | Ultimo turno   | Ultimo turno | Ultimo turno | Ultimo turno |  |
|  |             |                |                |             |             |  |  |              |                |              |              |              |  |
|  | 5           | Noam Okun      | 7              | 2           | 6           |  |  |              |                |              |              |              |  |
|  |             | Emin Ağayev    | 5              | 6           | 2           |  |  | 5            | Noam Okun      | 4            | 6            | 6            |  |
|  | 9           | Nenad Zimonjić | Nenad Zimonjić | 6           | 6           |  |  | 9            | Nenad Zimonjić | 6            | 0            | 4            |  |
|  |             | Zachary Held   | Zachary Held   | 1           | 3           |  |  |              |                |              |              |              |  |

### Sezione 6
|  | Primo turno | Primo turno       | Primo turno       | Primo turno | Primo turno |  |  | Ultimo turno | Ultimo turno      | Ultimo turno      | Ultimo turno | Ultimo turno |  |
|  |             |                   |                   |             |             |  |  |              |                   |                   |              |              |  |
|  | 6           | Kevin Kim         | Kevin Kim         | 6           | 6           |  |  |              |                   |                   |              |              |  |
|  |             | David Wheaton     | David Wheaton     | 3           | 4           |  |  | 6            | Kevin Kim         | Kevin Kim         | 6            | 6            |  |
|  | 8           | Cristiano Caratti | Cristiano Caratti | 6           | 6           |  |  | 8            | Cristiano Caratti | Cristiano Caratti | 1            | 2            |  |
|  |             | Troy Hahn         | Troy Hahn         | 2           | 1           |  |  |              |                   |                   |              |              |  |

### Sezione 7
|  | Primo turno | Primo turno   | Primo turno   | Primo turno | Primo turno |  |  | Ultimo turno | Ultimo turno | Ultimo turno | Ultimo turno | Ultimo turno |  |
|  |             |               |               |             |             |  |  |              |              |              |              |              |  |
|  | 7           | Vince Spadea  | Vince Spadea  | 6           | 6           |  |  |              |              |              |              |              |  |
|  |             | Matthew Emery | Matthew Emery | 3           | 2           |  |  | 7            | Vince Spadea | 4            | 6            | 6            |  |
|  | 14          | Lior Dahan    | Lior Dahan    | 6           | 7           |  |  | 14           | Lior Dahan   | 6            | 4            | 3            |  |
|  |             | Rik De Voest  | Rik De Voest  | 4           | 610         |  |  |              |              |              |              |              |  |